# 2465 Wilson
2465 Wilson este un asteroid din centura principală, descoperit pe 2 august 1949 de Karl Reinmuth.